# 小林郁 (彦根市長)
小林 郁（こばやし かおる、1888年（明治21年）7月27日 - 1974年（昭和49年）1月22日）は、大正から昭和期の医師、政治家。衆議院議員、滋賀県彦根市長、滋賀県議会議長。

## 経歴
滋賀県犬上郡高宮村（高宮町を経て現彦根市高宮町）で、小林二郎の五男として生まれた。1913年（大正2年）に京都帝国大学医学部を卒業。同大学附属病院内科副手として勤務。その後、彦根町で医院を開業した。
青年時代から政界に感心が強く、彦根町会議員（2期）、彦根市会議員（2期）、滋賀県会・滋賀県議会議員（3期）を務めた。この間、彦根市会副議長、同議長、滋賀県議会議長に在任した。
1947年（昭和22）8月16日に彦根市長に就任し、1953年（昭和28年）3月24日まで2期在任。この間、教育、文化、観光、産業の振興、市域の拡大などに尽力した。その他、彦根市公安委員、滋賀県医師会長、日本医師会代議員などを務めた。
1953年4月の第26回衆議院議員総選挙に滋賀県全県区から自由党公認で出馬したが次点で落選。1955年（昭和30年）2月の第27回総選挙で当選し、衆議院議員に1期在任した。この間、自由民主党幹事などを務めた。